# Mercury Monterey (Van)
Der Mercury Monterey ist ein Minivan der US-amerikanischen Automobilmarke Mercury, der von 2003 bis 2006 gebaut wurde. Es handelt sich dabei um eine Variante des Ford Freestar, des Nachfolgers des Ford Windstar.

## Übersicht
Für das Modelljahr 2004 erhielt der Ford Freestar mit der Einführung des Monterey ein Mercury-Pendant. Dieses füllte in der Modellpalette die Lücke, die die Einstellung des auf dem Nissan Quest basierenden Villager 2002 hinterlassen hatte. Ford versuchte zu dieser Zeit, alle amerikanischen Ford-Modelle mit einem „F“ beginnen zu lassen (neben Freestar etwa auch Freestyle, Fusion oder Five Hundred) und alle Mercury-Modelle mit einem „M“ (etwa Mountaineer, Milan oder Montego). Daher ließ man mit dem Monterey einen historischen Modellnamen wiederaufleben, der bereits zwischen 1950 und 1974 verwendet wurde (siehe Mercury Monterey). Der Monterey übernahm Designelemente von anderen Mercury-Fahrzeugen, darunter etwa den typischen „Wasserfall“-Kühlergrill. Er war größer als der vorherige Villager und wurde als Konkurrent des Buick Terraza und des Chrysler Town & Country vermarktet.

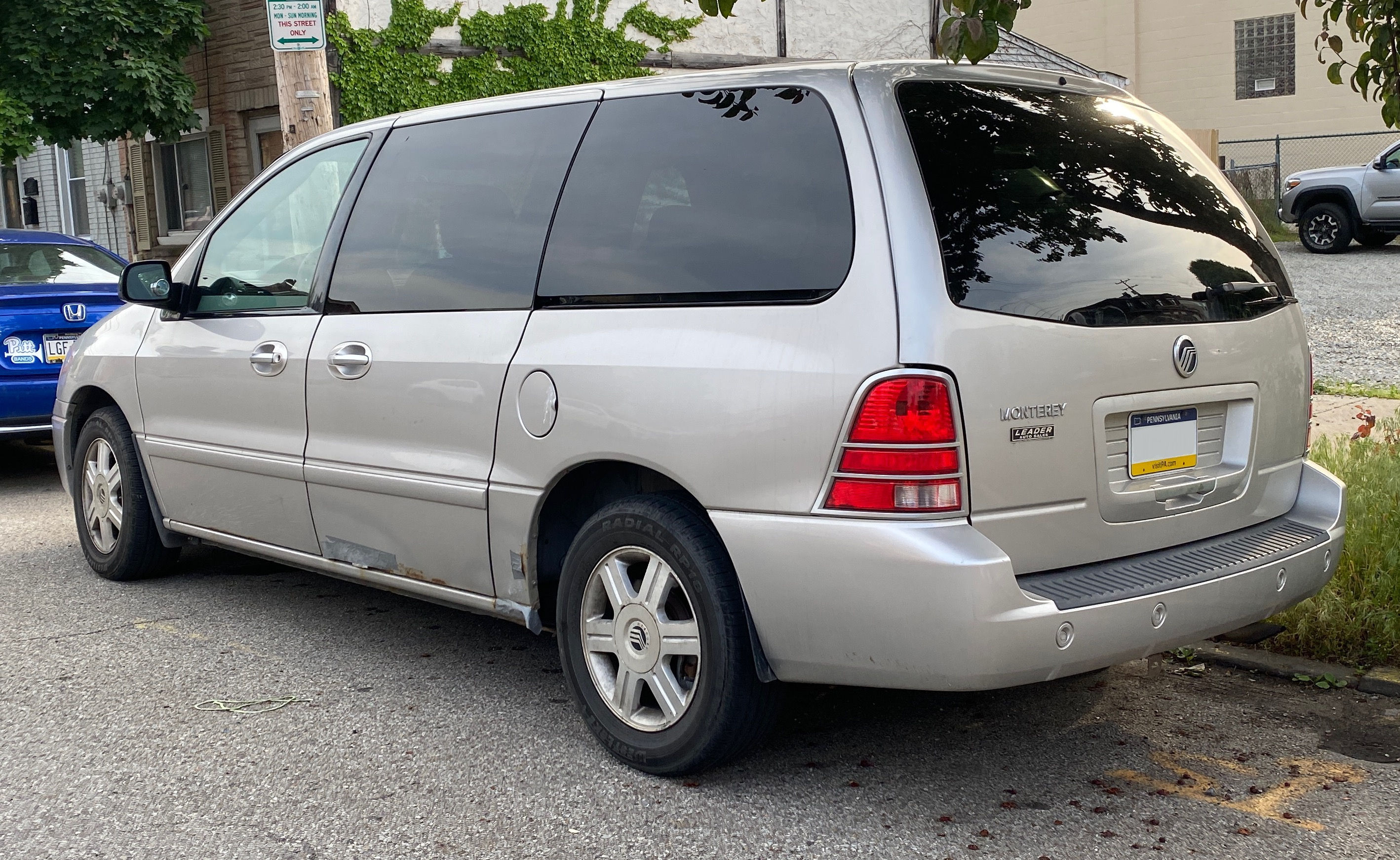
Heckansicht

### Ausstattung
Wie der spätere Mercury Mariner, der Milan und der Montego wurde auch der Monterey in drei Ausstattungsvarianten angeboten: Convenience, Luxury und Premier. Ausstattungsmerkmale wie elektrische Schiebetüren und ein DVD-Player für die Rücksitze waren in den Ausstattungslinien Luxury und Premier erhältlich. Einzigartig für den Premier war die Möglichkeit, die Vordersitze zu beheizen und zu kühlen, was damals in dieser Klasse ein Alleinstellungsmerkmal war.

## Motoren und Technik
Der Wagen war ausschließlich mit einem 4,2 Liter-V6 mit 150 kW (204 PS) verfügbar, während im Freestar auch ein kleinerer 3,9-Liter-V6 verfügbar war. Als Getriebe gab es eine Viergang-Automatik, die die Kraft auf die Vorderräder übertrug.

## Ende der Produktion
Wie beim Freestar bewegten sich die Verkaufszahlen des Monterey auf niedrigem Niveau, da die Konstruktion sich nicht als wettbewerbsfähig gegenüber den Angeboten anderer Hersteller erwies und die Nachfrage bei Vans ohnehin nachließ. Im August 2006 wurden nur noch 567 Exemplare vom Monterey verkauft.
Nach einem nur noch kurzen Modelljahr 2007, in dessen Verlauf 1.354 Exemplare verkauft worden waren, wurde die Produktion eingestellt. Die Fabrik in Oakville wurde für die Herstellung der Modelle Ford Edge und des Lincoln MKX umgerüstet. Der letzte Monterey verließ am 25. August 2006 die Produktionsbänder, einen Nachfolger gab es nicht mehr. Insgesamt wurden in einem Zeitraum von drei Jahren 32.195 Monterey verkauft.